# 빌트
빌트(독일어: Bild, 자사 표기 BILD)는 악셀 슈프링어 AG에 의해 출간되는 독일 타블로이드식의(신문보다 조금 작은) 신문이다. 월요일부터 토요일까지 발행되며, 일요일은 빌트 암 존탁(Bild am Sonntag)이 대신해서 발행된다. 빌트 암 존탁은 각각 다른 편집자가 다른 스타일로 편집한다. 빌트는 타블로이드 신문임에도 불구하고 보통 사이즈의 신문으로 나온다. 또한 빌트는 유럽에서 가장 잘 팔리는 신문이고 전 세계적으로 6번째로 큰 유통을 가지고 있다. 신문 로고 밑에 있는 슬로건 “독립적, 초당적”(“unabhängig, überparteillch”)은 지지하는 정당이 없다는 뜻이다. 광고에서 자주 쓰이는 다른 슬로건은 ”Bild dir deine Meinung”이다. 이는 중의적 의미를 가지며, 해석인 ”네 의견을 만들어라”와 신문 빌트의 이름을 합한 것이다.
빌트는 보통 ‘가십들과 저질적인 언어, 감정적인 표현들의 악덕높은 집합체’로 표현되고 독일 정치인들에게 엄청난 영향력을 가진다. 이런 스타일과 비슷한 신문으로 영국의 선이라는 신문이 있다. 선은 유럽에서 두 번째로 잘 팔리는 타블로이드식의 신문이다.
슈피겔지에 의하면 빌트는 영국과 미국의 타블로이드식의 중간쯤이라고 생각된다고 한다. 몇몇의 독일 사람들에게 빌트는 약한 수준의 고해상도 포르노이기도 하다.
가디언 신문에 따르면, 28년동안, 빌트는 5000명이 넘는 상체탈의한 여성들의 모습을 표지로 써왔다고 한다.
하지만 2012년 3월 9일 빌트는 지난 1984년부터 지면 1면에 여성의 누드 사진을 게재해오던 관행을 깨고 앞으로는 게재하지 않겠다고 선언해 화제가 되었다. 빌트는 '시대에 맞은 지면 구성'을 위해서 자신들의 '전통'을 깨겠다고 선언했다. 그러나 앞으로 계속 섹시한 신문으로 남을 것이라고 말해 여성의 누드사진 자체를 1면에만 게재하지 않을 뿐 다른 면에는 게재할 수 도 있음을 내비쳤다. 섹시와 발행부수의 관계를 떼어 놓을 수는 없는 모습을 보였다.

## 역사
빌트는 악셀 슈프링어에 의해 1952년도 함부르크에서 창립되었다. 독일어로 '빌트'가 '그림, 사진'이라는 뜻인 만큼 텍스트 형식의 글보다는 시각적인 사진이 많다. 빌트는 한 순간에 독일은 물론이고 유럽내에서 가장 잘 팔리는 신문으로 거듭났다. 2008년 3월에 본사를 함부르크에서 베를린으로 옮겼는데, 이는 독일의 수도인 베를린에 옮기는 것이 국가적인 신문에 필수적이라고 생각하기 때문이다.
빌트는 독일내에서 32가지 지역 버전으로 출판된다. Special Edition은 독일이나 스페인, 이탈리아, 그리스, 터키 등의 휴일에 출판된다.
빌트는 독일에서 가장 큰 신문회사였지만 최근 그 판매량이 줄고 있다. 1980년대에 하루에 5,000,000 부가 넘게 팔렸지만 2002년에 4,000,000 부 아래로 처음 떨어지면서, 2005년 말에는 3,800,000 부까지 떨어졌다.
신문 초기에, 슈프링어는 유명인들의 가십이나, 범죄 소식, 정치적 분석들을 다루는 데일리 미러의 영향을 받았으며 이런 내용을 주로 담고 있지만, 크기는 이 영국의 타블로이드 신문과 비교했을 때 훨씬 작다. 황색 언론의 특성 상 특히 표지에 매일 상의탈의한 여자들을 쓰는 방식은 독일내의 페미니스트 및 여성들에 의해 논란의 중심이 된 적이 있었다.

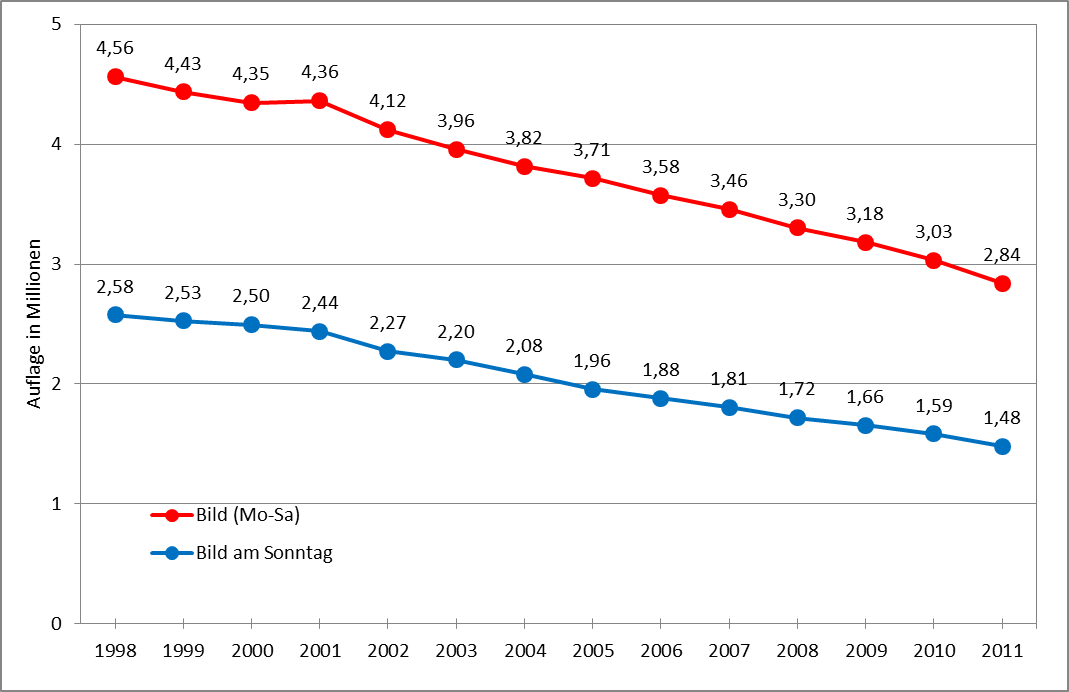
빌트 발행 부수 경향"

## 편집 경향
시초부터, 빌트의 편집 방향은 굉장히 민족주의적이고 보수적이었다. 동독은 소련의 점령 지역으로 표현되었다. 이 사용법은 빌트가 동독의 공식적인 이름 독일 민주공화국을 따옴표에 넣어서 조심스럽게 사용하기 시작할 때인 1980년대에도 계속되었다.
빌트( 악셀 슈프링어 AG의 다른 타블로이드 신문들과 함께) 1966년대의 독일 학생 운동에 대항하여 여론에 많은 영향을 주었고,

1968년에 학생운동가 루디 두치케의 암살 시도에 빌트 책임론이 논쟁되었다. 학생들에 의해 유명한 캐치프레이즈인 “Bild hat mitgeschossen”(빌트 또한 그를 쏘았다!)가 전해지기도 한다.

1977년대 독일 적군파 테러 당시 빌트가 겁과 의심의 분위기를 조정했다는 비난도 받았다.
베를린 장벽이 무너지고, 유럽에서 냉전이 끝났을 때, 빌트의 편집적 입장은 더 중도적인 성격을 띄게 되었다. 비록 독일의 보수당인 자민당과 전 독일 수상 헬무트 콜을 보편적으로 지지하였지만, 30년 전보다 덜 열정적이었다. 전통적인 들 보수적인 계열 신문 빌트 암 존탁은 심지어 1988년 선거 당시 사회 민주당 수상 게르하르트 슈뢰더를 지원하였다.
요제프 알로이스 라칭거가 교황 베네딕토 16세로 당선되던 날, 빌트는 유명한 헤드라인 “Wir sind Papst”(우리는 교황이다)를 걸었다.

2004년에는 패스트 푸드 음식점인 맥도날드와 협력해 1000개의 독일 지점에서 빌트지를 판매하였다. 영국의 신문 선처럼 빌트도 첫 면에 노출이 심한 젊은 여성을 출판하였다. 이는 영국에서는 Page Three Girls이라고 불리며, 독일에는 1면 여성으로 알려졌다. 2012년 3월 9일 빌트는 Page One Girls를 제거할 것을 공포하고, 해당 사진들을 안 쪽으로 옮겼다.

## 프린트 위치
빌트는 아렌스부르크, 하노버, 베를린, 라이프치히, 에센, 노이-일젠부르크, 뮌헨에서 프린트된다. 외국 지사는 마드리드 스페인, 라스팔마스 팔마데마요르카, 이탈리아의 밀라노, 그리스의 아테네, 그리고 터키의 안탈리아에 있다. 외국 지사는 대체적으로 국외 거주자 혹은 독일 여행자들의 요구에 응했다.

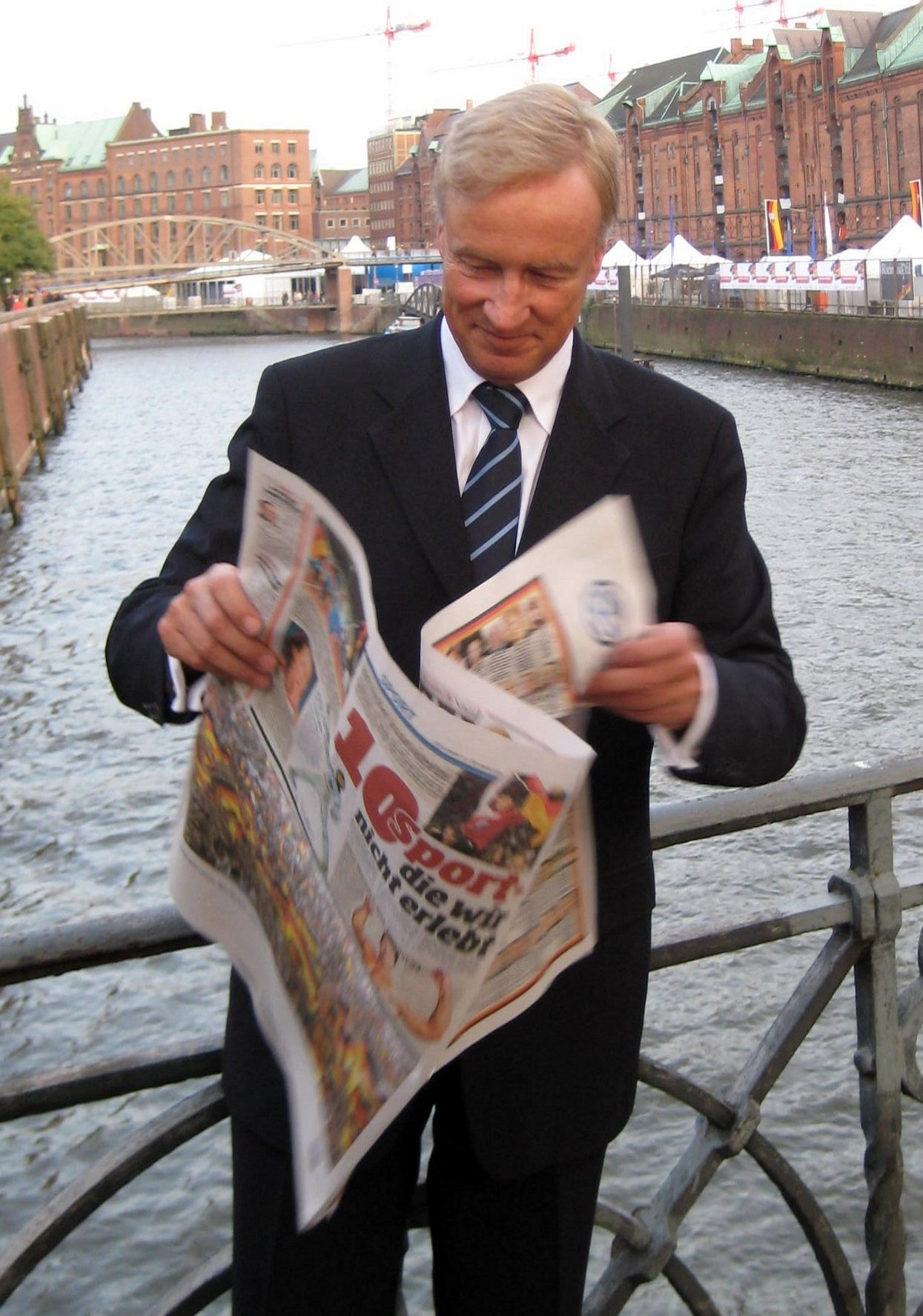
빌트지를 읽고 있는 전 함부르크 시장 올레 폰 보이스트

## 편집부장
빌트의 역대 편집부장은 다음과 같다.
| 이름                | 기간      |
| ------------------- | --------- |
| Rolf von Bargen     | 1952      |
| Rudolf Michael      | 1952–1958 |
| Oskar Bezold        | 1958–1960 |
| Karl-Heinz Hagen    | 1960–1962 |
| Peter Boenisch      | 1961–1971 |
| Günter Prinz        | 1971–1980 |
| Horst Fust          | 1981–1988 |
| Werner Rudi         | 1988–1989 |
| Peter Bartels       | 1989–1990 |
| Hans-Hermann Tiedje | 1990–1992 |
| Claus Larass        | 1992–1997 |
| Udo Röbel           | 1998–2000 |
| Kai Diekmannl       | 2001–     |

## 비평
- 빌트 블로그는 빌트의 편집 실수나 오보들을 올리는 곳으로 독일에서 가장 인기 있는 블로그가 되었다. 2005년에는 독일 온라인 상도 받았고, 2009년 이후로는 독일의 다른 신문사의 오보나 편집 실수도 올리고 있다.

- 하인히리 뷀의 1974년작 소설 카타리나 블룸의 잃어버린 명예와 1975년에 이 소설을 기반으로 한 영화는 빌트와 다른 신문사들의 비인류적인 출판 방식에 반대하는 편집방식을 칭찬하였다.

- 군터 발라프는 빌트의 편집자 중 한 명으로, 사임 후 책을 집필하였다. 도서는 빌트 직원들의 인류에 대한 동정과 존경심 부족, 예의 없는 연구와 편집기술들을 논하였다.

- 독일 신문사 협회는 2004년에 빌트의 출판이 부적절하다고 12번 경고를 하였다. 이는 전체 모든 신문사들에게 내려진 경고의 1/3이었다. 2012년에도 경고를 계속 받고 있다..

- 독일 시사잡지 슈피겔도 빌트를 심하게 조롱하였다. 슈피겔 편집부는 빌트에게 도덕적인 자세와 정상적인 편집을 요구하였다.

- 독일 유명가수 유디트 홀로페르네스는 빌트 캠패인 섭외를 받았지만, 빌트를 악마집단이라고 비난하면서 거절하였다.

## 기타
- 빌트 독자는 여성보다 남성이 많다
- 빌트 독자 중 대학 졸업자는 소수를 이룬다.

남성독자가 여성독자보다 많다.
빌트 독자 학력 조사

## 연관 사진

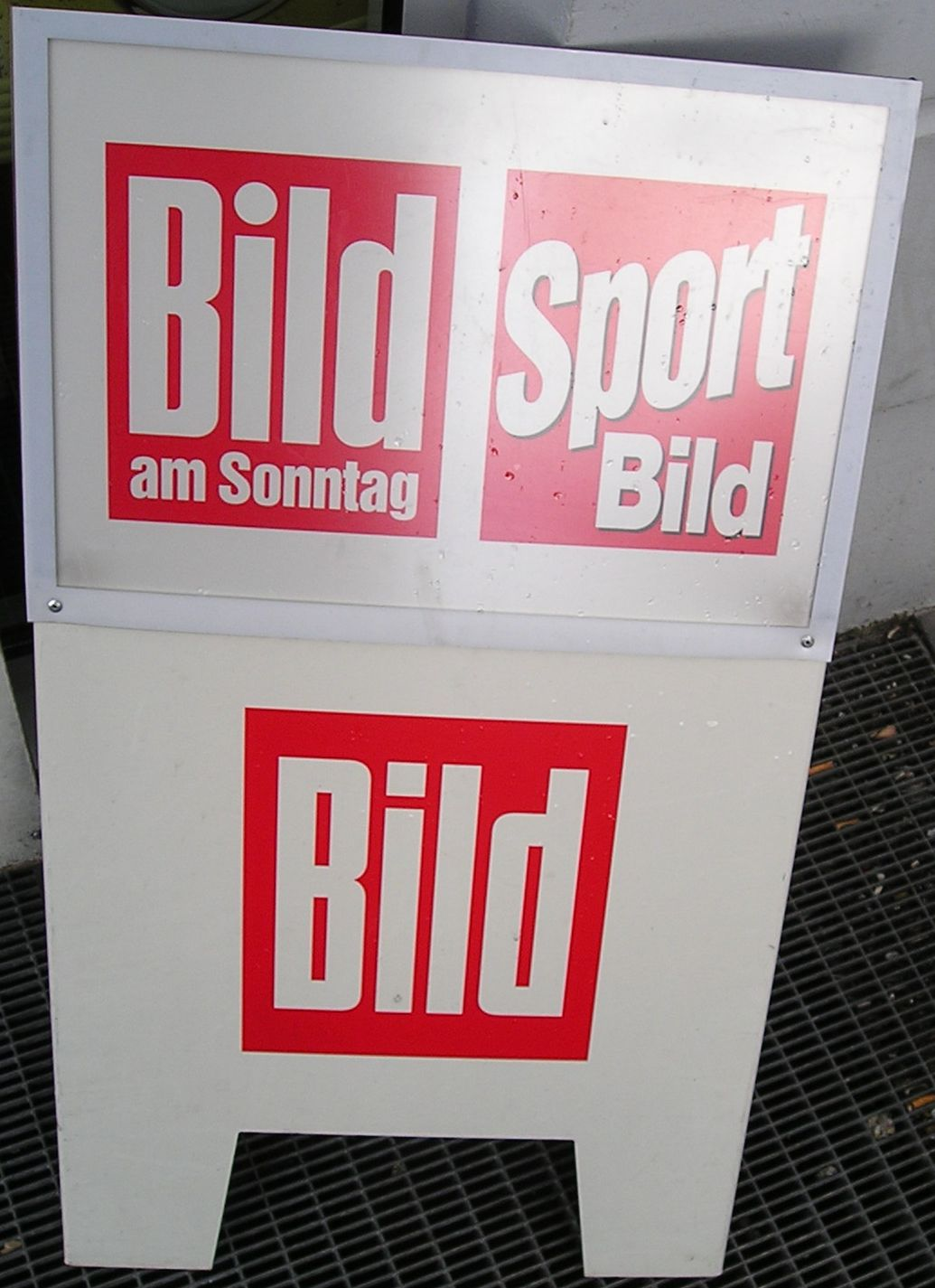
빌트지 계열 신문
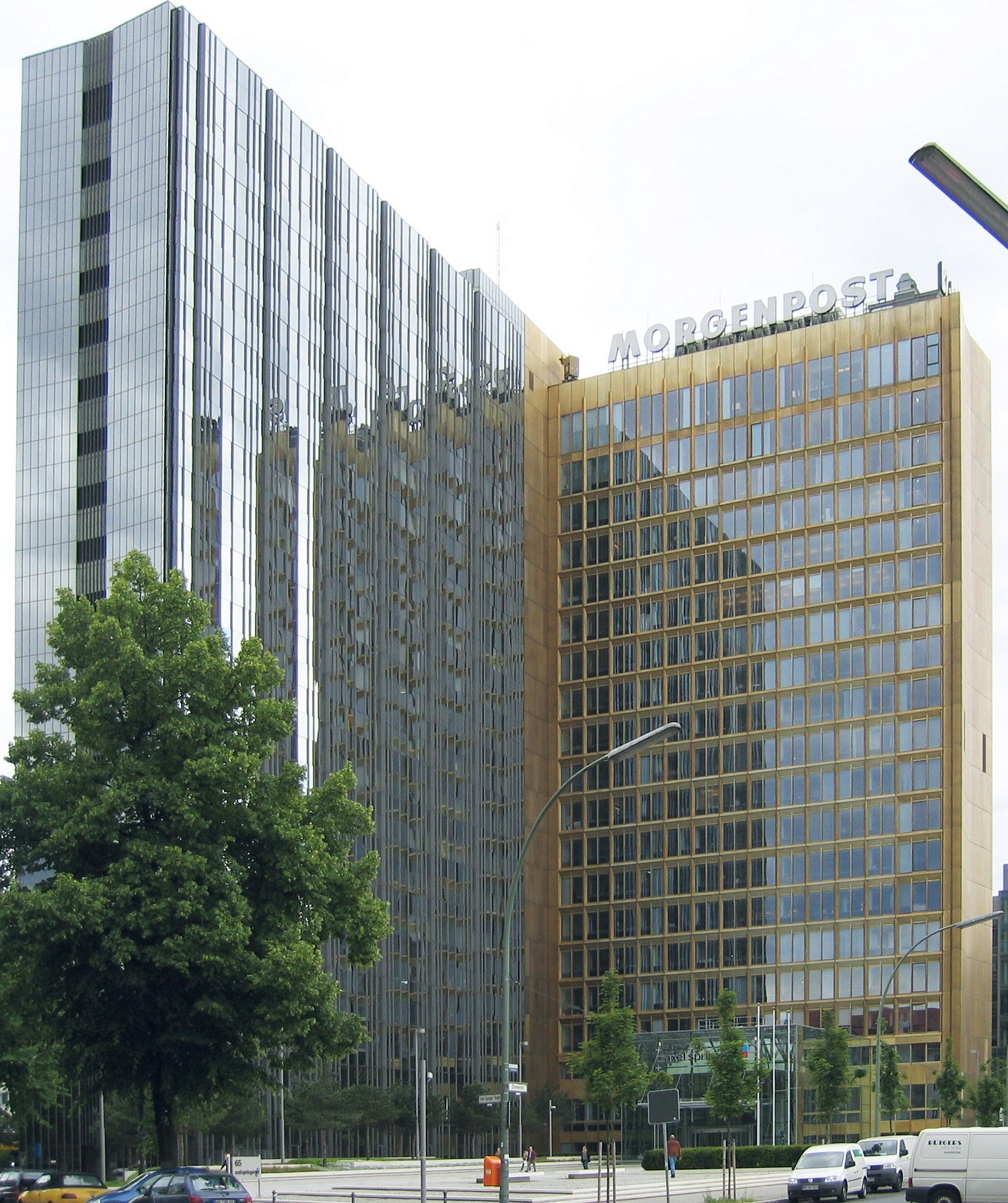
베를린 악셀 슈프링어 AG 본사